# Avitus longidens
Avitus longidens är en spindelart som beskrevs av Simon 1901. Avitus longidens ingår i släktet Avitus och familjen hoppspindlar. Inga underarter finns listade.